# Албиш (Бихор)
Албиш (рум. Albiș) насеље је у Румунији у округу Бихор у општини Будуслау. Oпштина се налази на надморској висини од 135 m.

## Становништво
Према подацима из 2002. године у насељу је живело 965 становника.

### Попис2002.
| Расподела становништва по националности 2002.‍ | Расподела становништва по националности 2002.‍ | Расподела становништва по националности 2002.‍ | Расподела становништва по националности 2002.‍ | Расподела становништва по националности 2002.‍ |
| --------------------------------------------- | --------------------------------------------- | --------------------------------------------- | --------------------------------------------- | --------------------------------------------- |
|                                               |                                               |                                               |                                               |                                               |
| Румуни                                        | Румуни                                        |                                               | 16                                            | 1,7%                                          |
| Мађари                                        | Мађари                                        |                                               | 909                                           | 94,5%                                         |
| Роми                                          | Роми                                          |                                               | 37                                            | 3,8%                                          |